# Платіжна відомість
Платіжна відомість (також розрахунковий лист або картка доходів) — вид бухгалтерського документа, який використовується в бухгалтерському обліку, для підтвердження розрахунків оплати працівникам разом з усіма відповідними внесками, сплаченими як роботодавцем, так і працівником.
Хоча платіжна відомість не є обов'язковою, практично всі підприємці складають її щомісяця, щоб на її основі виплачувати зарплату своїм працівникам. Вона є відправною точкою для правильного заповнення податкових декларацій і страхових документів, а також використовується для правильного обліку заробітної плати.
При великій кількості працівників у платіжну відомість зазвичай входить розрахунок заробітної плати усіх працівників, а підприємства з невеликою кількістю працівників зазвичай обмежуються щомісячним заповненням індивідуальних карток доходів.

## Картка доходів
Підприємці, які мають найманих працівників, незалежно від організаційно-правової форми, ведуть картки доходів. Картка доходів може мітити наступну інформацію:
- прізвище та ім'я працівника
- розмір доходу в натуральній чи грошовій формі за певний час
- витрати, що не підлягають оподаткуванню
- внески на соціальне страхування, утримані платником у певному місяці з доходу працівника
- дохід, отриманий за певний місяць
- сукупний дохід з початку року
- розмір внеску на загальне медичне страхування
- сума внеску з податком на прибуток підприємств для перерахування до податкової інспекції

Крім того, якщо мова йде про платників єдиного податку, в картках доходів, які вони складають, потрібно вказувати податковий номер працівника та місяць виплати.

## Зміст платіжної відомості
Платіжна відомість складається для всіх працівників на основі інших платіжних та кадрових документів, напр. трудовий договір, список понаднормових годин, список комісій, премій, лікарняних.
Платіжна відомість повинна містити певні фіксовані елементи, такі як:
- назва роботодавця
- нумерація сторінок
- найменування або назва платіжної відомості
- місяць платіжного обліку
- дата складання відомості
- підписи осіб, які готують та приймають відомість

Платіжна відомість зазвичай складається щомісяця, однак роботодавці можуть складати платіжні відомості набагато частіше, наприклад, кожні 2 тижні, щотижня, а також з кожними додатковими виплатами, таких як премії, відшкодування, винагороди тощо.
Платіжна відомість може бути як короткою, так і розгорненою. Це залежить від виду виплати, податкових зобов'язань, та зобов’язань щодо сплати внесків на випадок хвороби, пенсії, інвалідності чи медичного страхування.
У компаніях, де працює багато працівників, у платіжній відомості, окрім імені та прізвища, необхідно вказати додатковий ідентифікатор працівника, завдяки якому можна уникнути помилок у разі повторення прізвищ та імен.

## Записи в електронному вигляді
Облік виплат можна вести в електронному вигляді, але за двох умов:
1. можливість відтворити цей облік на папері
2. дотримання принципу конфіденційності виплати